# 에크렘 이마몰루 체포
에크렘 이마몰루 체포는 2025년 3월 19일 튀르키예의 야당 공화인민당 소속 이스탄불 시장이자 대선 후보인 에크렘 이마몰루가 부패, 강탈 , 뇌물 수수, 자금 세탁, 테러 지원, 특히 쿠르디스탄 노동자당(PKK) 지원 혐의로 튀르키예 경찰에 구금된 것이다.
에크렘 이마몰루는 나중에 체포되어 2025년 3월 23일 부패 혐의로 마르마라 교도소에 수감되었다. 그날 늦게 치러진 2025년 공화인민당 대선 예비선거에서 1,500만 명이 넘는 사람들이 그의 지지에 투표했다. 그의 체포와 100명 이상의 다른 사람들의 체포는 정치적 동기에 대한 광범위한 항의와 시위를 불러일으켰다.
유럽 평의회, 유럽 의회, 휴먼 라이츠 워치는 이마몰루의 구금을 강력히 비난하며, 이를 국민의 의지에 반하는 것이라고 설명했다. 구금 후, 튀르키예에서 반정부 시위가 시작되었다.